# Câmara Municipal de São Pedro do Turvo
Câmara Municipal de São Pedro do Turvo é o órgão legislativo do município de São Pedro do Turvo, no Brasil. É composto por 9 vereadores.

## Lista de presidentes da Câmara Municipal de São Pedro do Turvo
| Nome                                          | Período               | Partido político | Notas |
| --------------------------------------------- | --------------------- | ---------------- | ----- |
| Aparecido Placido de Andrade                  | 01/01/2009-31/12/2010 | PV               | [ 3 ] |
| Edson Luiz de Souza                           | 01/01/2011-31/12/2012 | PV               | [ 3 ] |
| Antonio Carlos Léo Padilha - Mineiro          | 01/01/2013-31/12/2014 | PV               | [ 3 ] |
| Bruno Henrique Machado                        | 01/01/2015-31/12/2016 | PSDB             | [ 3 ] |
| Roberto Araujo Andrade                        | 01/01/2017-31/12/2018 | PR               | [ 3 ] |
| Bruno Henrique Machado                        | 01/01/2019-31/12/2020 | PSDB             | [ 3 ] |
| Fernando da Silva Englert - Fernandão da Água | 01/01/2021-31/12/2022 | PL               | [ 3 ] |
| Luiz Felipe de Castro Tavares                 | 01/01/2023-31/12/2024 | Republicanos     | [ 3 ] |
| Hamilton Pereira do Nascimento                | 01/01/2025-31/12/2026 | PP               | [ 4 ] |

## Legislatura (2025–2028)
Estes são os vereadores eleitos nas eleições de 6 de outubro de 2024, pelo período de 1° de janeiro de 2025 a 31 de dezembro de 2028:
|   | Nome                                                                                 | Partido      | Votos | %    | Observações |
| - | ------------------------------------------------------------------------------------ | ------------ | ----- | ---- | ----------- |
| 1 | Adriano Aparecido Julião (Ourinhos, 20.08.1972–)                                     | PSD          | 175   | 3,76 |             |
| 2 | Luiz Carlos Gabriel (São Pedro do Turvo, 08.02.1954 –)                               | MDB          | 279   | 5,99 |             |
| 3 | Fernando da Silva Englert - Fernandão da Água (Santa Cruz do Rio Pardo, 29.04.1973–) | PL           | 171   | 3,67 |             |
| 4 | Antonio Carlos Léo Padilha - Mineiro (Piracaia, 22.09.1951–)                         | PSD          | 253   | 5,43 |             |
| 5 | Alicio Militão Tavares (São Pedro do Turvo, 01.01.1965–)                             | PL           | 219   | 4,70 |             |
| 6 | Hamilton Pereira do Nascimento (São Pedro do Turvo, 17.09.1974–)                     | PP           | 332   | 7,13 |             |
| 7 | Bruno Henrique Machado (Ourinhos, 16.06.1988–)                                       | Podemos      | 299   | 6,42 |             |
| 8 | Rafael Vieira de Souza (Santa Cruz do Rio Pardo, 28.11.1990–)                        | Republicanos | 205   | 4,40 |             |
| 9 | Wesley Emmerich Krader (Santa Cruz do Rio Pardo, 28.04.1993–)                        | PP           | 171   | 3,67 |             |

## Legislatura (2021–2024)
Estes são os vereadores eleitos nas eleições de 15 de novembro de 2020, pelo período de 1° de janeiro de 2021 a 31 de dezembro de 2024:
|   | Nome                                                                                 | Partido      | Votos | %    | Observações |
| - | ------------------------------------------------------------------------------------ | ------------ | ----- | ---- | ----------- |
| 1 | Sergio Rodrigues de Souza (São Pedro do Turvo, 13.05.1974–)                          | PSD          | 271   | 6,11 |             |
| 2 | Luiz Carlos Gabriel (São Pedro do Turvo, 08.02.1954 –)                               | PSD          | 271   | 6,11 |             |
| 3 | Fernando da Silva Englert - Fernandão da Água (Santa Cruz do Rio Pardo, 29.04.1973–) | PL           | 201   | 4,53 |             |
| 4 | Amanda Cristina Ferraz Lazarini Pinheiro de Sá (Marília, 31.08.1989–)                | PL           | 143   | 3,22 |             |
| 5 | Luiz Gustavo de Oliveira (Ourinhos, 19.12.1977–)                                     | PV           | 187   | 4,21 |             |
| 6 | Hamilton Pereira do Nascimento (São Pedro do Turvo, 17.09.1974–)                     | PV           | 232   | 5,23 |             |
| 7 | Luiz Felipe de Castro Tavares (Santa Cruz do Rio Pardo, 25.08.1993–)                 | Republicanos | 360   | 8,11 |             |
| 8 | Natal Ferreira dos Reis (São Pedro do Turvo, 25.11.1962–)                            | Republicanos | 278   | 6,26 |             |
| 9 | Roberto Carlos Di Bastiani (São Pedro do Turvo, 03.12.1966–)                         | PT           | 170   | 3,83 |             |

## Legenda
| Cor  | Significado          |
| Bege | Presidente da Câmara |

## Mesa Diretora e Comissões

### Mesa Diretora

#### Composição da Mesa Diretora (2021-2024)
| Cargo           | Parlamentar                                         |
| --------------- | --------------------------------------------------- |
| Presidente      | Luiz Felipe de Castro Tavares (PRB)                 |
| Vice-Presidente | Amanda Cristina Ferraz Lazarini Pinheiro de Sá (PL) |
| 1º Secretário   | Sergio Rodrigues de Souza (PSD)                     |
| 2º Secretário   | Fernando da Silva Englert - Fernandão da Água (PL)  |

#### Comissão Representativa
| Cargo      | Parlamentar                                    |
| ---------- | ---------------------------------------------- |
| Presidente | Fernando da Silva Englert - Fernandão da Água  |
| Membro     | Natal Ferreira dos Reis                        |
| Membro     | Roberto Carlos Di Bastiani                     |
| Membro     | Amanda Cristina Ferraz Lazarini Pinheiro de Sá |
| Membro     | Luiz Gustavo de Oliveira                       |

#### Comissão Educação, Saúde e Assistência Social
| Cargo      | Parlamentar                                    |
| ---------- | ---------------------------------------------- |
| Secretária | Amanda Cristina Ferraz Lazarini Pinheiro de Sá |
| Presidente | Sergio Rodrigues de Souza                      |
| 1º Relator | Natal Ferreira dos Reis                        |

#### Finanças e Orçamento
| Cargo       | Parlamentar                                    |
| ----------- | ---------------------------------------------- |
| Secretário  | Luiz Gustavo de Oliveira                       |
| Presidente  | Roberto Carlos Di Bastiani                     |
| 1º Relatora | Amanda Cristina Ferraz Lazarini Pinheiro de Sá |

#### Legislação, Justiça e Redação Final
| Cargo      | Parlamentar                    |
| ---------- | ------------------------------ |
| Secretário | Hamilton Pereira do Nascimento |
| Presidente | Luiz Felipe de Castro Tavares  |
| 1º Relator | Luiz Carlos Gabriel            |

#### Obras, Serviços Públicos, Agroindústria, Comércio e Turismo
| Cargo      | Parlamentar                   |
| ---------- | ----------------------------- |
| Secretário | Luiz Felipe de Castro Tavares |
| Presidente | Luiz Carlos Gabriel           |
| 1º Relator | Sergio Rodrigues de Souza     |